# Эпиблема (рукокрылые)
Эпиблема — одна из важных морфологических особенностей рукокрылых. Это кожно-хрящевая пластинка в основании шпоры (костно-хрящевое образование, причленяющееся к голеностопному суставу и поддерживающее свободный край межбедренной перепонки) некоторых рукокрылых. Эпиблема играет важную роль в регуляции движения воздушных потоков и наиболее развита у хороших летунов. В ряде случаев эпиблема имеет важное диагностическое значение (например, хорошо развита у нетопырей и вечерниц, но отсутствует у ряда других родов и видов — например, у ночницы Иконникова).